# Parakrama Samudra
Parakrama Samudra (ali kralja Parakrama morje) je plitev zbiralnik vode v Polonnaruwi na Šrilanki, sestavljen iz treh ločenih rezervoarjev, ki jih povezujejo ozki kanali.
Najsevernejši rezervoar je najstarejši in se imenuje Topa wewa (singalsko wewa = jezero ali zbiralnik), zgrajen okoli leta 386. Srednji del Eramudu wewa in najjužnejši del, na najvišji višini, je Dumbutula wewa. Med vladavino kralja Parâkramabâhu I. sta bila dodana oba dela in zbiralnik razširjen. 